# Нови почетак
Нови почетак је српска ТВ емисија хуманитарног карактера коју емитује РТС 1 од 14. јануара 2022.

## Опис
Услов за пријављивање за учешће у емисији је да породица која аплицира не поседује некретнину која се на њихово име води и да пар нема мање од 18 или више од 45 година. Одабрани учесници добијају кућу чији је донатор Министарство за бригу о селу. Током емисије се одабрани учесници, односно парови ће се током емисије одлучити којим ће се послом бавити у новој средини у којој започињу нову животну етапу, а стручњаци из различитих области ће им осмислити сигуран бизнис план како би се сутрадан сигурно старали о сопственој егзистенцији. Марија Вељковић ће породицама, као водитељка емисије, уручити неопходне ствари за посао за који су се определили. Циљ ове хуманитарне емисије је, поред помагања младим породицама, враћање руралним срединама и оживљање села Србије.